# نورازی
نورازی (به چکی: Neurazy) یک منطقهٔ مسکونی در جمهوری چک است که در Plzeň-South District واقع شده‌است. نورازی ۲۵٫۸۴ کیلومتر مربع مساحت و ۸۰۸ نفر جمعیت دارد و ۴۸۸ متر بالاتر از سطح دریا واقع شده‌است.